# Marcus István
Marcus István (Pápóc (Vas megye), 1716. január 25. – ?) Jézus-társasági áldozópap és tanár.

## Élete
1733. október 27-én Sopronban lépett be a rendbe. Előbb Nagyszombatban a költészetet és ékesszólástant tanította és teológus volt, majd később kilépett a rendből.

## Munkája
- Prima Orbis Hungarici Lilia, seu Sancti et Beati utriusque sexus carmine celebrat. Tyrnaviae, 1742.